# Erzbistum Riga
Das Erzbistum Riga (lateinisch Archidioecesis Rigensis, lettisch Rīgas arhidiecēze) ist ein Erzbistum der Römisch-katholischen Kirche in Lettland mit Sitz in Riga.

## Geschichte

### Mittelalter

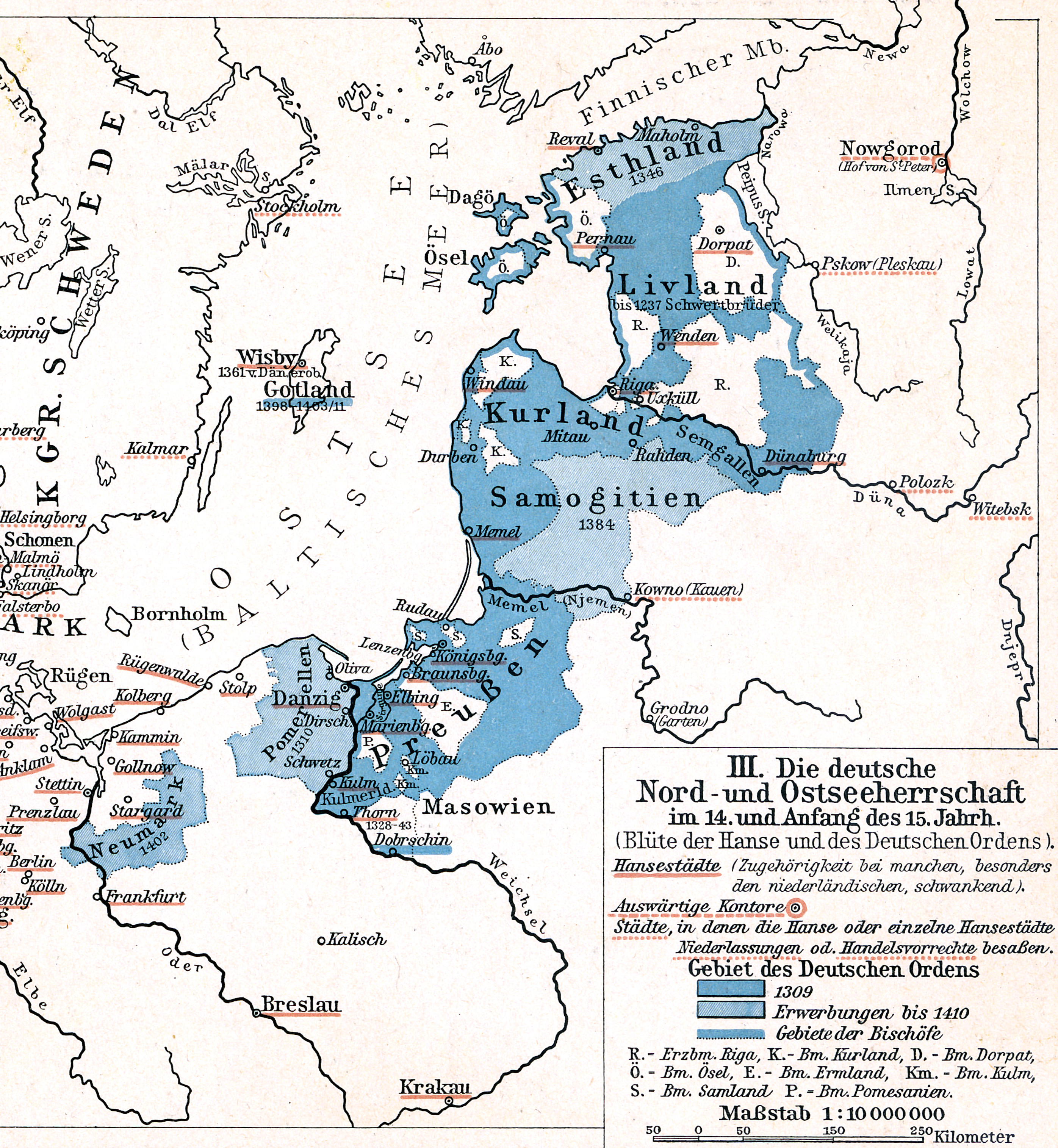
Lage des Bistums im Deutschordensstaat um 1410

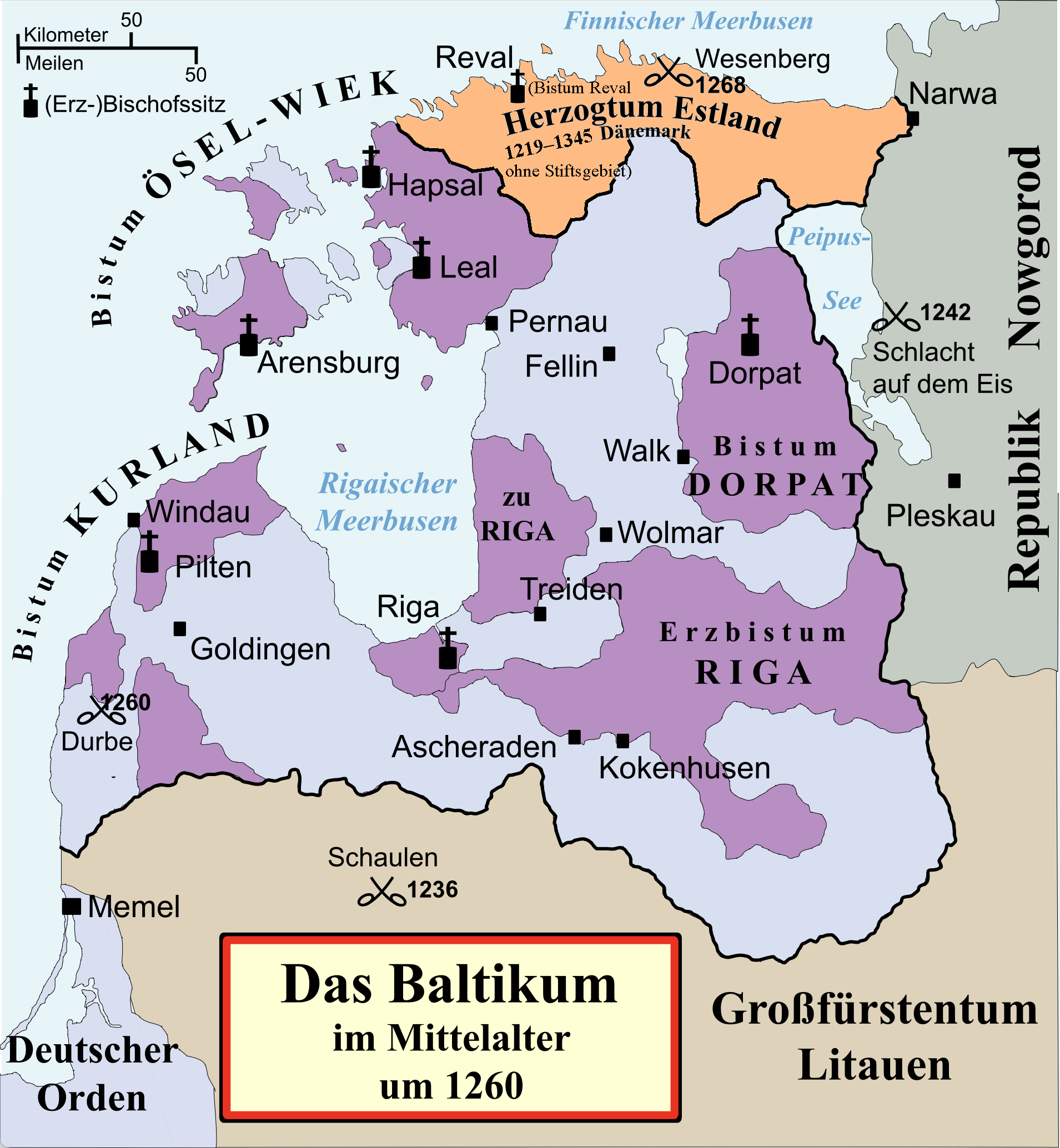
Bistümer in Livland

Albrecht von Buxthoeven, der 1198 als Kanonikus vom Bremer Bischof zum Bischof von Livland ernannt worden war, traf dort Mitte 1200 mit Kaufleuten, Missionaren und einem Pilgerheer, gestützt durch eine von Papst Innozenz III. ausgestellte Kreuzzugsbulle, in der Dünamündung ein. Zwanzig Kilometer von dieser entfernt gründete er 1201 die Stadt Riga und verlegte den Bischofssitz von Üxküll dorthin.
Von diesem Zeitpunkt an hatte er den Titel des Bischofs von Riga inne. Bei seiner Mission konnte Albert an die von Meinhard von Segeberg geleistete Vorarbeit anknüpfen. Er errichtete 1201 in Riga einen festen Bischofssitz und ein Domkapitel, für das er Prämonstratenser wählte.
Mit militärischer Unterstützung durch adelige Lehnsleute und den von ihm 1202 gegründeten Schwertbrüderorden gelang ihm der Aufbau einer Landesherrschaft.
Der Schwertbrüderorden wurde allerdings zur Konkurrenz um die Vormachtstellung in Livland mit dem sich der Bischof fortan die Herrschaft teilen musste.
1207 erklärte der deutsch-römische König Philipp von Schwaben das Bistum zusammen mit der Terra Mariana zum Reichslehen.
Albert erhielt mit Fortschreiten der Mission die päpstliche Erlaubnis, weitere Bischöfe zu berufen. 1211 weihte er seinen wichtigsten Mitarbeiter Dietrich von Treiden, den ersten Abt des Zisterzienserklosters Dünamünde, zum Bischof der Esten.
1215 wurde die Terra Mariana Lehen des Heiligen Stuhls.
Das Bistum besaß ein ansehnliches geistliches Territorium, in welchem der Bischof bzw. Erzbischof zugleich Landesherr war. Ab 1237 wurde das Territorium vom Livländischen Orden erobert, das Erzbistum behielt aber seine geistliche Autonomie.
Später wurden auch das Domkapitel und der Bischofssitz dem Deutschen Orden inkorporiert.
Allerdings erneuerte Kaiser Friedrich II. das Reichslehen für das Bistum und dehnte es auf Lettgallen aus, als Waldemar II. von Dänemark, der auf Bitten des Bischofs Theoderich von Treyden in Leal 1219 Estland erobert hatte, seine Macht auf ganz Livland ausdehnen wollte.
Albert konnte jedoch nicht verhindern, dass sich in Nordestland die Dänen festsetzten und nach Dietrichs Tod (1219) im Kampf gegen die Esten das Bistum Reval auf Dauer behaupten konnten.
Albert gelang es 1224, das Bistum Leal in Südestland zu gründen und mit seinem leiblichen Bruder Hermann zu besetzen. Dieses Bistum wurde später nach seinem Sitz Dorpat benannt, während für das südwestliche Estland 1228 ein neues Bistum Ösel-Wiek eingerichtet wurde. Südlich der Düna hatte Bischof Albert schon 1218 das Bistum Selonien gegründet und mit Bernhard von der Lippe, dem zweiten Abt von Dünamünde, besetzt. Der Sitz dieses Bistums wurde 1226 nach Semgallen verlegt. Ein Jahrzehnt später entstand schließlich das Bistum Kurland.
Albert konnte für sein Bistum die Exemtion vom Erzbistum Bremen erreichen, bemühte sich jedoch vergeblich, aus den neugegründeten Bistümern in Livland einen Metropolitanverband aufzubauen. Die päpstliche Kurie hielt es für angebracht, hinsichtlich der Machtverhältnisse einen Schwebezustand zu belassen.

### Erhebung zum Erzbistum
Am 10. Januar 1246 designierte der Papst Albert Suerbeerum Erzbischof von Preußen, Livland und Estland. Da der Deutsche Orden keinen Erzbischofssitz in Preußen wünschte, einigte man sich durch Vermittlung Wilhelms von Modena auf Riga als Erzbischofssitz. Den konnte Albrecht noch nicht einnehmen, solange Nikolaus von Nauen dort Bischof war. Daher bekam Albert zunächst das vakante Bistum Lübeck und wurde außerdem Administrator des Bistums Chiemsee.
Nach Nikolaus von Nauens Tod 1253 wurde Riga Sitz des Erzbistums für die Länder des Deutschen Ordens, dem die Bistümer Dorpat, Ermland, Kulm, Kurland, Ösel-Wiek, Pomesanien und Samland als Suffraganbistümer untergeordnet waren. Das Bistum Reval (heute Tallinn) blieb bis 1374 dem Erzbistum Lund unterstellt. Als Erzbischof bestätigte der Papst Albert erst im Januar 1255.

### Ende des Bistums
Mit Einführung der Reformation 1522 in der Stadt Riga ging die Macht der Erzbischöfe zu Ende und 1563 wurde das römisch-katholische Erzbistum im Verlauf der Reformation evangelisch-lutherisch, nachdem der letzte Erzbischof Wilhelm von Brandenburg abgedankt hatte. Es existiert in dieser Form fort.
Das Wappen des historischen Erzbistums Riga zeigte Krummstab und Stab mit Kleekreuz besteckt, schräg gekreuzt gold in rot.

### Neugründung

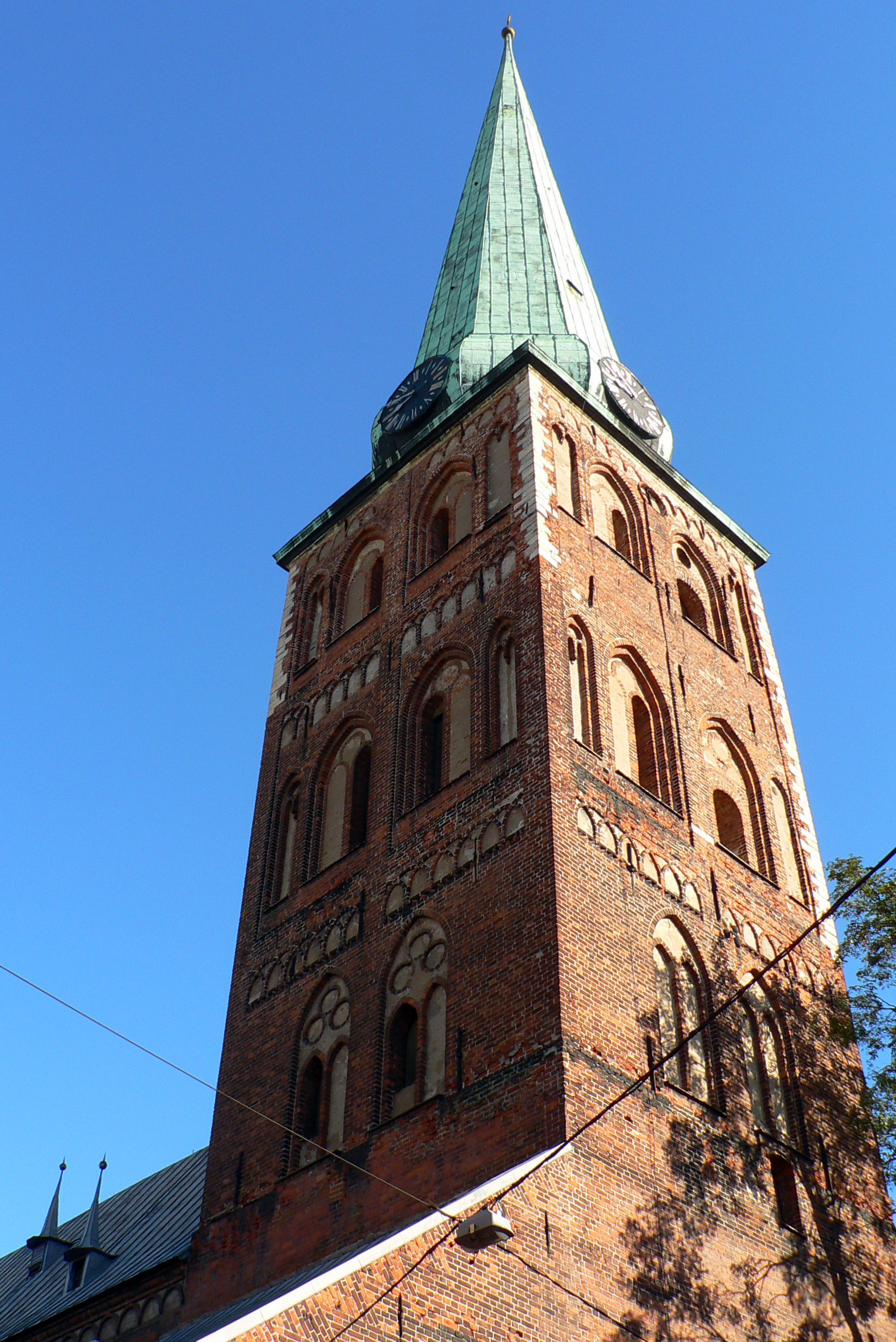
St.-Jakobs-Kathedrale in Riga

Das heutige katholische Erzbistum Riga steht nicht in der Tradition des mittelalterlichen.
Am 29. September 1918, noch bevor die Republik Lettland ihre Unabhängigkeit erklärte, wurde ein neues römisch-katholisches Bistum Riga aus dem Erzbistum Mahiljou heraus errichtet. Erster Bischof war der baltische Adelige Eduard Graf O’Rourke (1918–1920). Das Bistum Riga umfasste zunächst nur die Landesteile Vidzeme (Livland) und Latgale (Lettgallen).
Am 19. August 1920 wurden auch die bis dato unter der Verwaltung des Bistums Kaunas stehenden Landesteile Kurzeme (Kurland) und Zemgale (Semgallen) dem Bistum Riga zugeschlagen. Damit waren die kirchlichen Strukturen den Staatsgrenzen Lettlands angepasst.
Aufgrund des am 30. Mai 1922 zwischen der Republik Lettland und dem Heiligen Stuhl geschlossenen Konkordates und eines am 23. April 1923 von der Saeima verabschiedeten Gesetzes wurde die bis dahin evangelisch-lutherische St.-Jakobs-Kirche in Riga den Katholiken überlassen und zur Kathedrale des Bistums Riga. Daraufhin wurde das Bistum Riga am 25. Oktober 1923 zum Erzbistum erhoben.
1937 wurde im südlichen und westlichen Territorium das Bistum Liepāja gegründet, von dem 1995 das südliche Territorium als Bistum Jelgava abgetrennt wurde. Im gleichen Jahr entstand auch das Bistum Rēzekne-Aglona durch Abtrennung des östlichen Teils des Erzbistums. Alle drei Diözesen sind Suffraganbistümer des Erzbistums Riga. Das heutige Territorium entspricht der lettischen Region Vidzeme bzw. Zentral-Livland.
Heute umfasst das Erzbistum eine Fläche von 23.587 km². Seit den 1990er Jahren nimmt die Zahl der Katholiken zu. Im Jahre 2015 zählte das Erzbistum Riga rund 223.000 Katholiken, das sind etwa 18 % der Bevölkerung. Entsprechend stieg die Zahl der Priester, Ordensleute und Pfarreien.